# سواین آسر
سواین آسر (به نروژی: Svein Aaser) (زاده ۷ اکتبر ۱۹۴۶) کارآفرین، بانکدار و مدیر ارشد اجرایی نروژی است، که در حال حاضر به‌عنوان رئیس هیئت مدیره شرکت تله‌نور فعالیت می‌نماید.
وی همچنین عضو هیئت مدیره شرکت‌های دی‌ان‌بی آسا، تله‌نور و مارین هاروست نیز می‌باشد.